# Lapa (São Paulo)

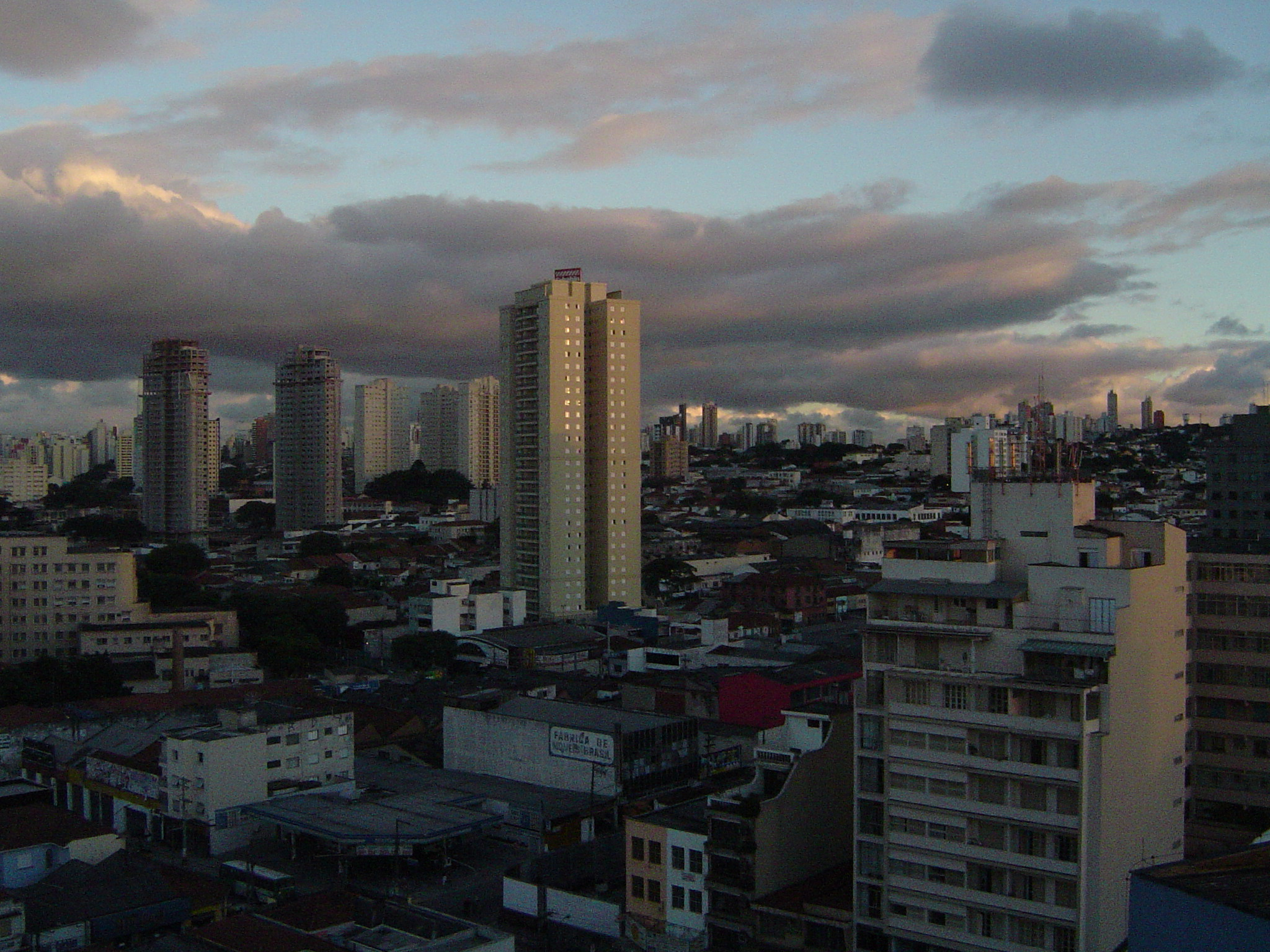
District de Lapa.

Lapa est un district de la région Ouest de São Paulo. Elle est administrée par la mairie régionale homonyme. Développé au cours du XXe siècle, d'origine comme une région industrielle et prolétaire. 
Le quartier est desservi par les lignes 7 et 8 de CPTM, respectivement branches de la São Paulo Railway et de la Estrada de Ferro Sorocabana, que la divisent dans la partie nord, Lapa de Baixo, et la partie sud ce qui correspond au quartier de Lapa. La zone située au sud-ouest de la zone centrale du district est appelée Alto da Lapa.

## Histoire
Elle est devenue un quartier, séparé de Santa Cecília, en 1910. En 1948, ont perdu une partie de son territoire à la formation de l'ancien sous-district de Vila Madalena (actuellement incorporé au district de Pinheiros). En 1991, avec la redivision de la municipalité en 96 districts, il a perdu la partie à l'ouest de son territoire pour la création du district de Vila Leopoldina, en plus de contribuer également à la formation du nouveau district de Alto de Pinheiros, et de transférer le quartier de Vila Charlotte pour le district de Barra Funda.
En 1931, a été installé dans l'ancienne Rua Anastacio, aujourd'hui Rua Nossa Senhora de Lapa, une station téléphonique de l'ancienne Companhia Telefônica Brasileira (préfixe 5-0), qui a été la grande partie de la zone ouest. Le commutateur téléphonique, cependant, ont été limités à seulement un millier de terminaux téléphoniques, et uniquement en 1968, avec l'inauguration de la nouvelle station téléphonique de la CTB, située à la rua Andrade Neves, Alto da Lapa, pourrait être faite l'ampliation du nombre de téléphones du quartier, initialement pour 4 milliers de terminaux, puis immédiatement à 6 mille, avec le préfixe 260. Actuellement les commutateurs de la station téléphonique Lapa offre plus de 160 mille terminaux.
Les quartiers

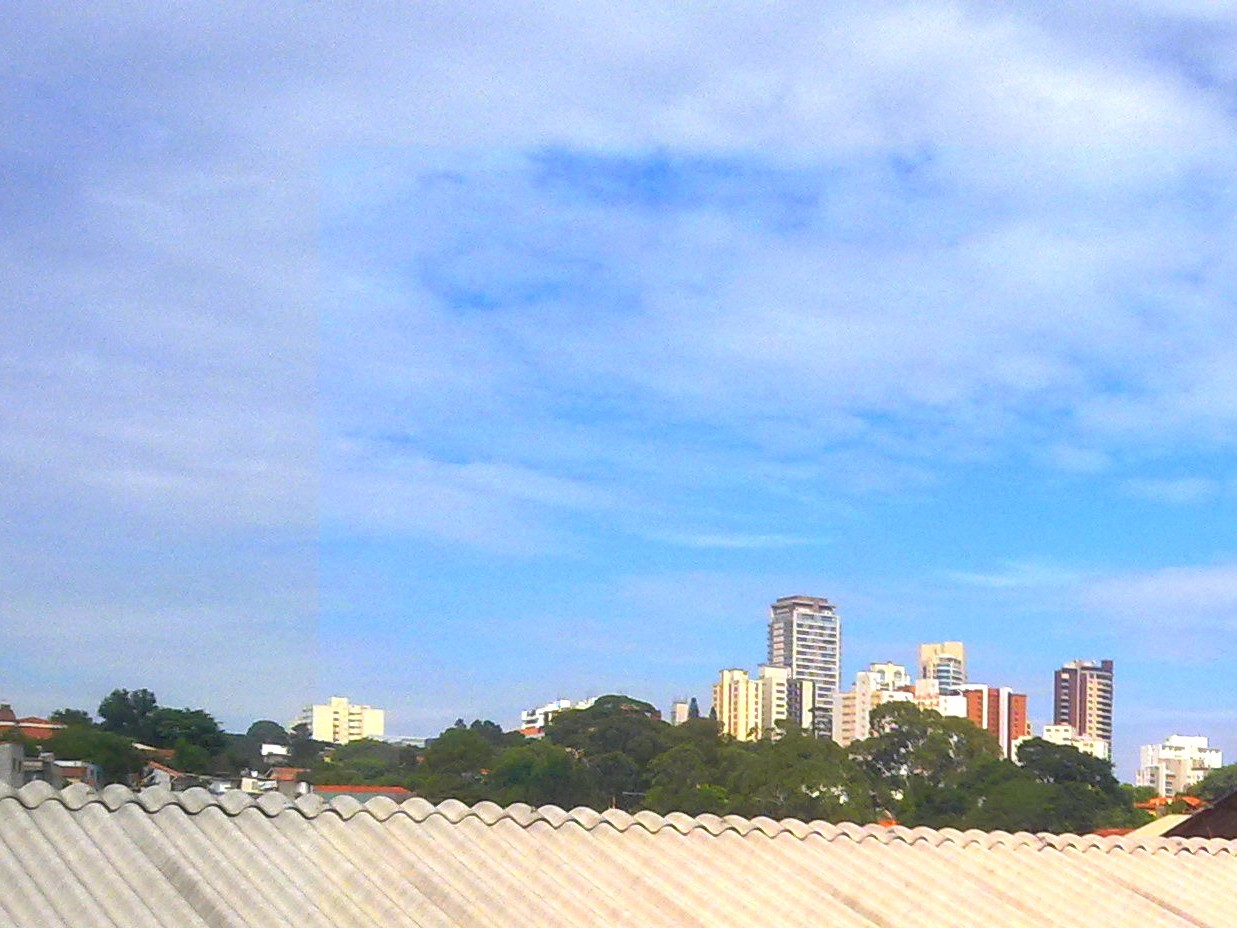
Vue de Alto da Lapa et Bela Aliança.

L'Alto da Lapa et Bela Aliança sont des quartiers nobres horizontaux et résidentiels, formés par immeubles de haut niveau. Ils ont été urbanisés par la Companhia City. La Lapa de Baixo possède les caractéristiques de quartier industriel et prolétaire. 
Le centre de Lapa est une zone commerciale, qui dans les années 1950 et 1960 constituait l'un des principaux pôles commerciaux de la ville. La Vila Romana est un quartier émergent, qui est venu d'un lotissement planifié dans le XIXe siècle. Aujourd'hui il est habité par la classe moyenne supérieure, en bâtiments de moyen et haut niveau.

## Principales voies
- Rua Clélia - accès à Vila Romana, Água Branca, Perdizes, Barra Funda et Pompeia ;
- Rua Cerro Corá - accès à Alto da Lapa, Alto de Pinheiros, Pinheiros, Vila Ipojuca, Jaguaré, Vila Madalena et Vila Romana ;
- Rua Heitor Penteado - accès à Pinheiros, Vila Madalena, Perdizes, Sumaré, Sumarezinho, Jardim das Bandeiras, et à l'Avenida Doutor Arnaldo ;
- Rua Guaicurus - accès à Lapa de Baixo et au centre de Lapa ;
- Rua Aurélia - accès à Vila Romana, Vila Anglo Brasileira, au quartier de Pinheiros, et aux rues Cerro Corá et Heitor Penteado ;
- Rua Brigadeiro Gavião Peixoto - accès à Alto da  Lapa et à la Via Anhanguera ;
- Avenida Ermano Marchetti - accès à Lapa de Baixo, au Central Park Lapa, à la Marginal Tietê et aux districts de Pirituba et Freguesia do Ó ;
- Rua Pio XI - accès à Alto da Lapa, Vila Romana et aux districts d'Alto de Pinheiros et Pinheiros ;
- Rua Guaípa - accès à Vila Leopoldina, à Vila Hamburguesa, à Alto da Lapa, et à l'avenida Imperatriz Leopoldina.
- Avenida Raimundo Pereira de Magalhães - accès à Vila Anastácio, Marginal Tietê et au district de Pirituba.

Autres importantes voies du district sont : Diógenes Ribeiro de Lima, Coriolano, Tito, Barbara Heliódora, Monteiro de Melo, Jeroaquara, Felix Guilhem, Cato, Barão de Jundiaí, Toneleiro, Monte Pascal, Ricardo Medina Filho, Ponta Porã, Vespasiano, Doutor José Elias, Eng. Aubertim et Nossa Senhora da Lapa.

## Attractions touristiques
Le Mercado da Lapa est un marché bien connu pour la variété de produits et aussi par le fait d'être une version réduite du Marché Municipal de São Paulo. Également connu est le Shopping Center Lapa, l'un des centres commerciaux les plus anciens de la ville, ouvert en 1968.
L'église Nossa Senhora da Lapa peut être considérée comme un point de repère dans l'origine du quartier, qui était né et s'est développé à partir de là. Elle a été inaugurée le 7 décembre 1911.
Le Teatro Cacilda Becker est l'un des sites touristiques du quartier.
Aujourd'hui, où il a avant fonctionné l'un des anciens abattoirs de bétail de São Paulo, a été transformée en un lieu d'activités socioculturelles, qui abrite des ateliers de théâtre, musique et danse, la Casa de Cultura Tendal da Lapa.
Le Sesc Pompeia se trouve sur la frontière avec le quartier voisin. Son architecture a été signé par Lina Bo Bardi.
Le belvédère de la Lapa, dont le nom officiel est la Place Waldir Azevedo, reçoit un public éclectique, qui dispose de la beauté naturelle de la place.
Dans le quartier, on trouve l'arrêt de bus le plus ancien de la ville, situé sur la Praça Coronel Cipriano de Morais. Il est remarqué par les colonnes en "V" qui tiennent le plafond incurvé. Il y a des campagnes et des projets pour le transformer en patrimoine historique. (Par ses infrastructures, il doit avoir été construit dans les années 1950.)

## Actualité
Le district possède l'un des meilleurs IDHs de la ville et excellente infrastructure urbaine. Offre une variété de services comme : le Tendal da Lapa, la Estação Ciência, le théâtre Cacilda Becker, le Clube-Escola Pelezão, le 241º Grupo Escoteiro Quarupe, le Musée de l'horloge et le Museu Espírita. En outre, dans le district sont situés le siège de la TV Cultura, et les Estúdios Mauricio de Sousa. 